# Carcharocles chubutensis
Carcharocles chubutensis è una specie estinta di squali preistorici del genere Carcharocles, parente stretto del megalodonte. Visse durante l'Oligocene, il Miocene e il Pliocene, circa 28-5 milioni di anni fa. Il suo nome significa "glorioso squalo di Chubut", dal greco antico κλέϝος (kléwos) "gloria / fama" e καρχαρίας (karkharías) "squalo".
Come nel caso del megalodonte, la classificazione di questa specie è contestata.